# Prager Zeitung
Prager Zeitung (česky Pražské noviny) jsou německojazyčnými on-line novinami, které informují o dění v Česku. Od 5. prosince 1991 do 22. prosince 2016 vycházely jako (tištěný) týdeník v Praze, který se prodával v Česku, Německu a Rakousku. 

## Historie
Po politickém převratu v Československu založil Prager Zeitung v roce 1991 historik Uwe Müller (1955-2010), pocházející ze Cvikova. Zároveň převzal funkci výkonného šéfredaktora. Tímto týdeníkem chtěl Uwe Müller vytvořit moderní publikaci, která by na jednu stranu oslovovala německy mluvící obchodníky a turisty proudící do Čech, a na stranu druhou navázala na německy mluvící tradici tisku starou v Čechách a na Moravě po celá staletí.
Až do pozastavení tištěného výstupu v prosinci 2016 měly Prager Zeitung kolem 20 zaměstnanců. V té době týdeník zpravidla obsahoval 16 až 20 stran a vycházel v nákladu 5 000 exemplářů. Od roku 2017 vede šéfredaktor Marcus Hundt společně s dlouhodobými autory Prager Zeitung
již jako on-line publikaci.

## Profil
Tematicky se Prager Zeitung zabývají politikou, hospodářstvím, kulturou a turismem – především pak ale vztahy České republiky ke svým německy mluvícím sousedním zemím. V květnu 2012 byly v rámci udílení poprvé konaného mediálního ocenění „Dialog für Deutschland“ (česky Dialog pro Německo) vyznamenány čestnou cenou poroty.